# Hristo Mladenov (voetballer, 1928)
Hristo Stefanov Mladenov (Bulgaars : Хpиcтo Cтeфaнoв Mлaдeнoв) (Krusovitsa, 7 januari 1928 - aldaar, 24 augustus 1996) was een Bulgaars voetballer en voetbalcoach.

## Carrière
Mladenov had gespeeld bij PFK Montana en Botev Vratsa. Hij beëindigt zijn voetballoopbaan en hij werd voetbalcoach.
Mladenov traint allerlei verschillende teams : Spartak Pleven, Spartak Sofia, Levski Sofia, Beroje Stara Zagora, Bulgarije, Slavia Sofia, SC Farense en CF Os Belenenses.
Mladenov leidt al voor Bulgarije voetbalteam derde keer. Hij deed met zijn team mee aan voetbaltoernooi bij Wereldkampioenschap 1974. Hij heeft in totaal 50 wedstrijden geleidt in Bulgaars voetbalteam.
Mladenov overleed op 24 augustus 1996.